# Jack and Jill (Raydio)
Jack and Jill is een lied van de Amerikaanse r&b-groep Raydio. Het verscheen in december 1977 als eerste single van hun eponieme debuutalbum en werd de eerste van vijf Amerikaanse top tien-hits die zanger/oprichter Ray Parker jr. zou scoren, zowel met als zonder Raydio. In de Billboard Hot 100 kwam het tot #8 en in de r&b-chart tot #6. Ook in Canada (#5) en Australië (#4) waren er top tien-noteringen. In het Verenigd Koninkrijk en Nederland haalde het respectievelijk de 11e en 24e plaats.

## Achtergrond
Het lied is een bewerking van het Engelse kinderrijmpje over een jongen en een meisje die de heuvel opgaan om een emmer water te halen. In de tekst van Parker voelt Jack zich eenzaam en verwaarloosd omdat Jill nog maar zelden thuis is en besluit hij z'n heil elders te zoeken.
Als tegenhanger van Jack and Jill verscheen in 1981 de hitsingle A Woman Needs Love (Just Like You Do) die Jills standpunt belicht getuige het tekstfragment "By the time poor Jack returned up the hill, somebody else had been loving Jill."
Na de opheffing van Raydio maakte Parker een nieuwe versie van Jack and Jill waarop hij alle zangpartijen voor zijn rekening nam in plaats van alleen de refreinen. Het verscheen op de heruitgave van zijn tweede soloalbum.

## Muzikanten

### Raydio
- Ray Parker jr. – gitarist, leadzanger (refreinen)
- Jerry Knight – bassist, eerste leadzanger
- Arnell Carmichael – tweede leadzanger

### Gastmuzikanten
- Ollie E. Brown – drummer
- Sylvester Rivers – pianist
- Sylvia Duckworth – achtergrondzangeres
- Valerie Jones – achtergrondzangeres
- Francine Pearlman – achtergrondzangeres
- Rochelle Runnels – achtergrondzangeres (Stargard)
- Janice Williams – achtergrondzangeres (Stargard)